# Eleição municipal de Anápolis em 2000
A eleição municipal de Anápolis em 2000 ocorreu em 1 de outubro do mesmo ano, para a eleição de um prefeito, um vice-prefeito e mais 21 vereadores. O prefeito titular era Ademar Santillo (PMDB), que tentou a reeleição. Ernani José de Paula (PPS) foi eleito prefeito em turno único, derrotando José Lopes (PSDB), e governou a cidade pelo período de 1º de janeiro de 2001 a 31 de dezembro de 2004.

## Candidatos a prefeito
|  | Nº | Candidato(a) a prefeito | Candidato(a) a prefeito                               | Candidato(a) a vice-prefeito | Candidato(a) a vice-prefeito                              | Coligação |
|  | -- | ----------------------- | ----------------------------------------------------- | ---------------------------- | --------------------------------------------------------- | --- |
|  | 15 |                         | Ademar Santillo (PMDB) Ademar Santillo                |                              | Air Ganzaroli (PMDB) Air Ganzaroli                        | "União por Anápolis" - Partido do Movimento Democrático Brasileiro (PMDB) - Partido Geral dos Trabalhadores (PGT) - Partido Social Democrático (PSD) - Partido Social Liberal (PSL) - Partido dos Aposentados da Nação (PAN)              |
|  | 23 |                         | Ernani da Fazenda Barreiro (PPS) Ernani José de Paula |                              | Pedro Sahium (PSB) Pedro Fernando Sahium                  | "Renovação Esperança e Progresso" - Partido Popular Socialista (PPS) - Partido Socialista Brasileiro (PSB) |
|  | 45 |                         | José Lopes (PSDB) José Lopes                          |                              | Cláudio Paiva (PFL) Cláudio Abadia de Paiva               | "Certeza de uma Anápolis Melhor 1" - Partido da Social Democracia Brasileira (PSDB) - Partido da Frente Liberal (PFL) - Partido Social Trabalhista (PST) - Partido Social Democrata Cristão (PSDC) - Partido Trabalhista Brasileiro (PTB) |
|  | 11 |                         | José de Lima (PPB) José Rodrigues de Lima Neto        |                              | João Batista Lacerda (PPB) João Batista Soares de Lacerda | Partido não coligado - Partido Progressista Brasileiro (PPB) |
|  | 13 |                         | Rubens Otoni (PT) Rubens Otoni Gomide                 |                              | Luiz Antônio Carvalho (PT) Luiz Antônio de Carvalho       | "Bom pra Anápolis" - Partido dos Trabalhadores (PT) - Partido Democrático Trabalhista (PDT) - Partido Comunista do Brasil (PCdoB) - Partido Liberal (PL)                                                                                  |

## Resultado da eleição
| 1º Turno 1 de outubro de 2000 | 1º Turno 1 de outubro de 2000 | 1º Turno 1 de outubro de 2000 | 1º Turno 1 de outubro de 2000 |
| Candidato(a)                  | Vice                          | Votação                       | Votação                       |
| Candidato(a)                  | Vice                          | Total                         | Porcentagem                   |
| ----------------------------- | ----------------------------- | ----------------------------- | ----------------------------- |
| Ernani José de Paula (PPS)    | Pedro Sahium (PSB)            | 50.204                        | 36,74%                        |
| José Lopes (PSDB)             | Cláudio Paiva (PFL)           | 37.249                        | 27,26%                        |
| Rubens Otoni (PT)             | Luiz Antônio Carvalho (PT)    | 24.140                        | 17,66%                        |
| Ademar Santillo (PMDB)        | Air Ganzaroli (PMDB)          | 18.407                        | 13,47%                        |
| José de Lima (PPB)            | João Batista Lacerda (PPB)    | 6.654                         | 4,87%                         |
| Total de votos válidos        | Total de votos válidos        | 136.654                       | 100,00%                       |
| Votos apurados                |                               |                               |                               |
| Votos válidos                 | Votos válidos                 | 136.654                       | 93,29%                        |
| Votos em branco               | Votos em branco               | 2.845                         | 1,94%                         |
| Votos nulos                   | Votos nulos                   | 6.982                         | 4,77%                         |
| Total de votos apurados       | Total de votos apurados       | 146.481                       | 100,00%                       |
| Eleitores                     |                               |                               |                               |
| Comparecimento                | Comparecimento                | 146.481                       | 85,02%                        |
| Abstenções                    | Abstenções                    | 25.812                        | 14,98%                        |
| Total de eleitores            | Total de eleitores            | 172.293                       | 100,00%                       |